# اتل‌بریج
اتل‌بریج (به انگلیسی: Attlebridge) یک روستا و محله مدنی در بریتانیا است که در براودلند واقع شده‌است. اتل‌بریج ۵٫۲۷ کیلومتر مربع مساحت و ۱۲۲ نفر جمعیت دارد.